# Mala Lašna
Mala Lašna is een plaats in Slovenië en maakt deel uit van de gemeente Lukovica in de NUTS-3-regio Osrednjeslovenska. De plaats telde 32 inwoners op 1 januari 2020.